# مصاحبه انگیزشی
مصاحبه انگیزشی (به انگلیسی Motivational Interviewing) رویکردی در رواندرمانی است که توسط روانشناسان ویلیام میلر و استفن رولنیک ساخته شده است. مصاحبه انگیزشی رویکردی رهنمودی و مراجع محور است که هدف آن بسیج نیروهای درمانجو برای ایجاد تغییر رفتار و رفع دوسوگرایی است. در ترسنجی و مقایسه با درمان‌ها نارهنمودی مصاحبه انگیزشی هدفمند تر است و از درمان‌های سنتی ی راجرزی که بر کاوشِ درمانی تأکید می‌کنند فاصله می‌گیرد.

## بنیان‌های مصاحبه انگیزشیی
پنج بنیان اصلی در مصاحبه انگیزشی شامل موارد زیر هستند:
بیان همدلی
گسترش ناهمخوانی
گریز از بحث و جدل
لغزیدن بر مقاومت
حمایت از خودکارآمدی